# Траэтта, Томмазо
Томмазо Микеле Франческо Саверио Траэ́тта (итал. Tommaso Michele Francesco Saverio Traetta; 30 марта 1727, Битонто — 6 апреля 1779, Венеция) — итальянский композитор, представитель неаполитанской оперной школы.

## Биография
Учился в Неаполе у Никола Порпоры, Франческо Дуранте, Леонардо Лео, закончил консерваторию Санта-Мария-де-Лорето в 1748 году. В Неаполе же, в знаменитом театре Сан-Карло с успехом дебютировал оперой Фарнак в 1751. Его оперы, написанные по либретто Гольдони, Метастазио, Апостоло Дзено и др., были поставлены в Риме, Венеции, Милане, Флоренции, Вероне и др. Сблизился с Никколо Йомелли, получил его поддержку.
С 1759 — композитор при дворе герцога Филиппа Бурбонского в Парме. Испытал влияние опер Рамо и Глюка. В 1760-х годах присутствовал на постановках своих опер в Вене и Маннгейме. После смерти герцога Пармского в 1765 работал в Венеции, с 1769 по 1775 — в Санкт-Петербурге при дворе Екатерины II, где сменил Бальдассаре Галуппи. Для петербургской сцены Траэтта переработал некоторые из своих ранее написанных опер, изменив оркестровку, увеличив роль хора и ансамблей. Затем переехал в Лондон, но не имел успеха и перебрался в Венецию, где, впрочем, тоже не встретил прежнего признания и где через несколько лет умер.
Кроме опер, сочинял церковную музыку (оратории, мотеты и др.).
Сын Филиппо Траэтта (1777—1854) — композитор, родился в Венеции, в 1799 уехал в Америку, в 1801 основал первую в США высшую музыкальную школу в США — Американскую консерваторию в Бостоне, а в 1812 и в 1828 — такие же в Нью-Йорке и Филадельфии, соответственно. Написал первую американскую оперу The Venetian Maskers. Умер в Филадельфии.

## Избранные оперы
- Farnace (Неаполь, 1750)
- I pastori felici (Неаполь, 1753)
- Ezio (Рим, 1753)
- Le nozze contrastate (1754)
- Buovo d’Antona (Флоренция, 1756)
- Ипполит и Арисия/ Ippolito e Aricia (Парма, 1759)
- Ифигения в Тавриде/ Ifigenia in Tauride (Вена, 1759)
- Stordilano, principe di Granata (1760)
- I Tindaridi (Парма, 1760)
- Армида/ Armida (Вена, 1760)
- Софонисба/ Sofonisba (Маннгейм, 1761)
- La francese a Malaghera (1762)
- Alessandro nell’Indie (Реджо-нель-Эмилия, 1762)
- Покинутая Дидона/ Didone abbandonata (1764)
- Semiramide riconosciuta (1765)
- La serva Rivale (1767)
- Amore in trappola (1768)
- Необитаемый остров/ L’isola disabitata (1769)
- L’Olimpiade (1770)
- Антигона/ Antigona (Санкт-Петербург, 1772; в 2007 показана в концертном исполнении в Москве, в 2011 исполнена в Берлине Академией старинной музыки под управлением Рене Якобса — см.: )
- Germondo (Лондон, 1776)
- Il cavaliere errante (1777)
- La disfatta di Dario (1778)
- Artenice (1778)